# Frank Coraci
Frank Coraci (Shirley, 3 febbraio 1966) è un regista e sceneggiatore statunitense di origini italiane.

## Filmografia
- Murdered Innocence (1995)
- Waterboy (1997)
- Prima o poi me lo sposo (1998)
- Il giro del mondo in 80 giorni (2004)
- Cambia la tua vita con un click (2006)
- Il signore dello zoo (2011)
- Colpi da maestro (2012)
- Insieme per forza (2014)
- The Ridiculous 6 (2015)
- Hot Air (2018)